# 夏佛
夏佛 或者 沙费尔（Schaffer）可以指：
- 赛门·夏佛（英語：Simon J. Schaffer，1955年1月1日－），英國歷史學家。
- 弗兰克·沙费尔（德語：Frank Schaffer，1958年10月23日－），德国男子田径运动员。

|  | 本页或本分段罗列了姓氏为「夏佛」的人物。 如果是一个指代特定个人的内链将您引导到本页，請考慮修正該人物的名字以將链接指向正確的條目。 |